# Anales de Saint Neots
Anales de Saint Neots es una crónica en latín compilada y escrita en Bury St Edmunds (Suffolk) entre c. 1120 y c. 1140. Cubre la historia de Gran Bretaña, desde la invasión de Julio César (60 a. C.) a la creación de Normandía. Como la Crónica anglosajona, se ocupa principalmente de la historia anglosajona, pero difiere en la adopción de una perspectiva distinta de la de Anglia Oriental en ciertos eventos y porque entreteje una cantidad significativa de la historia de los francos en su narrativa.

## Manuscrito
Contrariamente a lo que puede sugerir el título moderno, el trabajo no se compiló en Saint Neots (Huntingdonshire). Debe su título actual al anticuario John Leland, quien en la década de 1540 –al momento de la disolución de los monasterios— descubrió el único manuscrito sobreviviente en el Priorato de St. Neots. Un análisis paleográfico demostró que fue trabajado por dos manos en escritura carolingia, el escriba A para la primera mano de papel (pp. 1-18) y el escriba B para la parte restante. La caligrafía es típica de la primera mitad del siglo XII y ambas manos se han detectado en otros manuscritos de Bury St. Edmunds. Según Dumville, la evidencia sugiere entonces que el manuscrito fue compilado en Bury St. Edmunds entre c. 1120 y c. 1140.
Después del descubrimiento de Leland, el manuscrito pasó a posesión de Matthew Parker (f. 1575), arzobispo de Canterbury, que proporciona varias anotaciones. Más tarde, el decano del colegio, Thomas Neville, donó el manuscrito al Trinity College de Cambridge, donde se conserva hasta el presente, bajo el código R.7.28. Está enlazado junto con varios documentos no relacionados, formando las primeras 74 hojas de la compilación.